# Elecciones parlamentarias de Portugal de 1961
Elecciones parlamentarias se celebraron en Portugal el 12 de noviembre de 1961. La gobernante Unión Nacional ganó los 130 escaños sin oposición.

## Sistema electoral
El número de escaños en la Asamblea Nacional aumentó de 120 a 130 antes de las elecciones. El número de escaños para Angola y Mozambique aumentó de cuatro cada uno a siete cada uno, mientras que la India portuguesa y Cabo Verde ganaron cada uno un escaño, llevando sus totales a tres y dos respectivamente. El Portugal metropolitano también ganó dos escaños.
Tras la concesión de la ciudadanía portuguesa a los habitantes indígenas de Angola y Mozambique, tenían ellos tuvieron derecho a votar por primera vez mientras estuvieran alfabetizados, tuvieran un empleo en una profesión reconocida o pagaran impuestos.

## Campaña
Un total de 25 candidatos de la oposición se registraron para competir en las elecciones, en un total de 12 listas.  Todos retiraron oficialmente sus candidaturas el 7 de noviembre, en protesta por la negativa del gobierno a permitir "elecciones libres y limpias". La lista monárquica fue rechazada en Lisboa al no inscribirse a tiempo.

## Resultados
| Partido                            | Votos     | %    | Escaños |
| ---------------------------------- | --------- | ---- | ------- |
| Union Nacional                     |           | 100  | 130     |
| Votos nulos/en blanco              |           | –    | –       |
| Total                              | 973,997   | 100  | 130     |
| Votantes registrados/participación | 1,315,231 | 74.0 | –       |
| Fuente: Nohlen & Stöver            |           |      |         |